# Melozone crissalis
El rascador californiano (Melozone crissalis), también denominado rascador pardo, toquí californiano, es una especie de ave paseriforme de la familia passerellida nativa de la región costera de Norteamérica que se extiende desde Oregón (Estados Unidos) hasta Baja California Sur (México). 
Muy similar al rascador pardo, P. fuscus, su sistemática aún puede ser motivo de debate, llegando a ser catalogado como una subespecie de este último. Sin embargo, las investigaciones de biología molecular parecen indicar que se trata de una especie distinta. Ambas especies están además separadas geográficamente.
El rascador de California es de color pardo opaco, con las plumas cobertoras inferiores de la cola de color amarillo óxido y rayas color ante en la garganta. Mide entre 20 y 25 cm y tiene la cola notablemente larga. Hay un ligero dimorfismo sexual, pues las hembras son más opacas. Se distingue del rascador pardo por tener la garganta color óxido y el vientre gris oscuro. Las poblaciones norteñas son de plumaje más oscuro.
Vive en matorral xerófito o en el chaparral. Suele adaptarse bien a los jardines de las ciudades, pero su hábito de esconderse hace que no figure entre las aves urbanas mejor conocidas. Se alimenta en el suelo o entre los arbustos; prefiere semillas y algunos insectos. Se lo puede ver alimentándose en parejas o en grupos de más de una especie.
Su llamado es un chink metálico, y el canto consiste de una serie de notas repetitivas terminadas en un trino.
Los nidos son construidos en arbustos o árboles desde 0.5 hasta cerca de 4 m de altura. El nido es una taza voluminosa elaborada de ramitas, tallos, pastos y cabello. La puesta consiste de 2 a 4 huevos blancos azulosos con algunos puntos parduzcos, que la hembra incuba sola durante 11 días. Tras la eclosión, los polluelos permanecen en el nido por 8 días. La temporada reproductiva dura de marzo a septiembre.